# Juventud Rebelde
Juventud Rebelde és un periòdic cubà, pertanyent a la Unió de Joves Comunistes, obert a les col·laboracions dels estudiants de Periodisme de la Universitat de l'Havana. El 4 de juliol de 1997 va començar a circular l'edició digital de Juventut Rebelde.
El 21 d'octubre de 1965, Fidel Castro va descriure al periòdic com «un periòdic destinat fonamentalment al jovent, amb temes que interessin al jovent, però que ha de tractar de ser un periòdic de qualitat i que allò que s'hi escrigui pugui interessar també a tothom».

## Història
El 21 d'octubre de 1965, en el resum de les activitats amb motiu del V aniversari de la integració del Moviment Juvenil Cubà i de la inauguració dels primers Jocs Esportius Nacionals, el Comandant en Cap Fidel Castro Ruz va anunciar l'aparició d'un nou diari que tenia com a antecedents històrics el setmanari Mella) i al Diario de la Tarde, i que havia de recollir i continuar les tradicions combatives i exemplaritzants de la premsa juvenil cubana.
En aquella ocasió, Fidel Castro va dialogar a l'estadi Pedro Marrero amb militants de la Unió de Joves Comunistes de les províncies occidentals i va sorgir, a partir del significat dels noms proposats, el de Juventud Rebelde, que va ser aprovat unànimement i democràtica. Des de llavors les seves pàgines han exhibit els successos més transcendentals de Cuba i el món.
El primer exemplar va publicar-se el 22 d'octubre de 1965 amb 16 pàgines en format tabloide i imprès a tres tintes (vermell, blau i negre). Juventud Rebelde es va iniciar com a vespertí a la capital i matiner a la resta del país amb dues edicions: la primera per a l'interior i la segona per a l'Havana (s'incloïa la cartellera de cinema i altres espectacles per a l'edició havanera).
Juventud Rebelde es va caracteritzar en la seva primera etapa per posseir un gran nombre de realitzadors, dibuixants i dissenyadors que, units amb els de la publicació estudiantil Pionero, amb qui compartia local, van possibilitar l'edició de suplements, com l'humorístic (de caràcter crític) El Sable (15 de novembre de 1965) i el cultural El Caimán Barbudo (gener de 1966), que va passar a ser més tard publicació independent.
Des 1987 a 1990 es van editar amb periodicitat i en diferents moments suplements com Teleguía (amb la cartellera de TV), LPV (esportiu), Permiso (cultural), Modas y Modos i CT-21 (cientificotècnic).

### Transició a setmanari
A partir de l'1 d'octubre de 1990, per imperatius del Període Especial en Temps de Pau (marcat per l'enfonsament de la Unió Soviètica i la reducció del paper), Juventud Rebelde va esdevenir setmanari dominical per a tot el país, i a la seva última pàgina va inserir el suplement humorístic DDT.
Juventud Rebelde també forma part de la xarxa de periòdics que mensualment reprodueix a les seves pàgines l'obra d'un autor iberoamericà, projecte que promou la UNESCO i el Fondo per a la Cultura de Mèxic.

### Actualitat
L'editora disposa d'uns 160 treballadors i compta amb un equip de periodistes, fotògrafs, humoristes i dissenyadors. enquadrats en els grups de treball Internacional, Esports, Cultura i Nacional.